# Owstonia weberi
Owstonia weberi is een straalvinnige vissensoort uit de familie van lintvissen (Cepolidae). De wetenschappelijke naam van de soort is voor het eerst geldig gepubliceerd in 1922 door Gilchrist.